# Rachiș, Alba

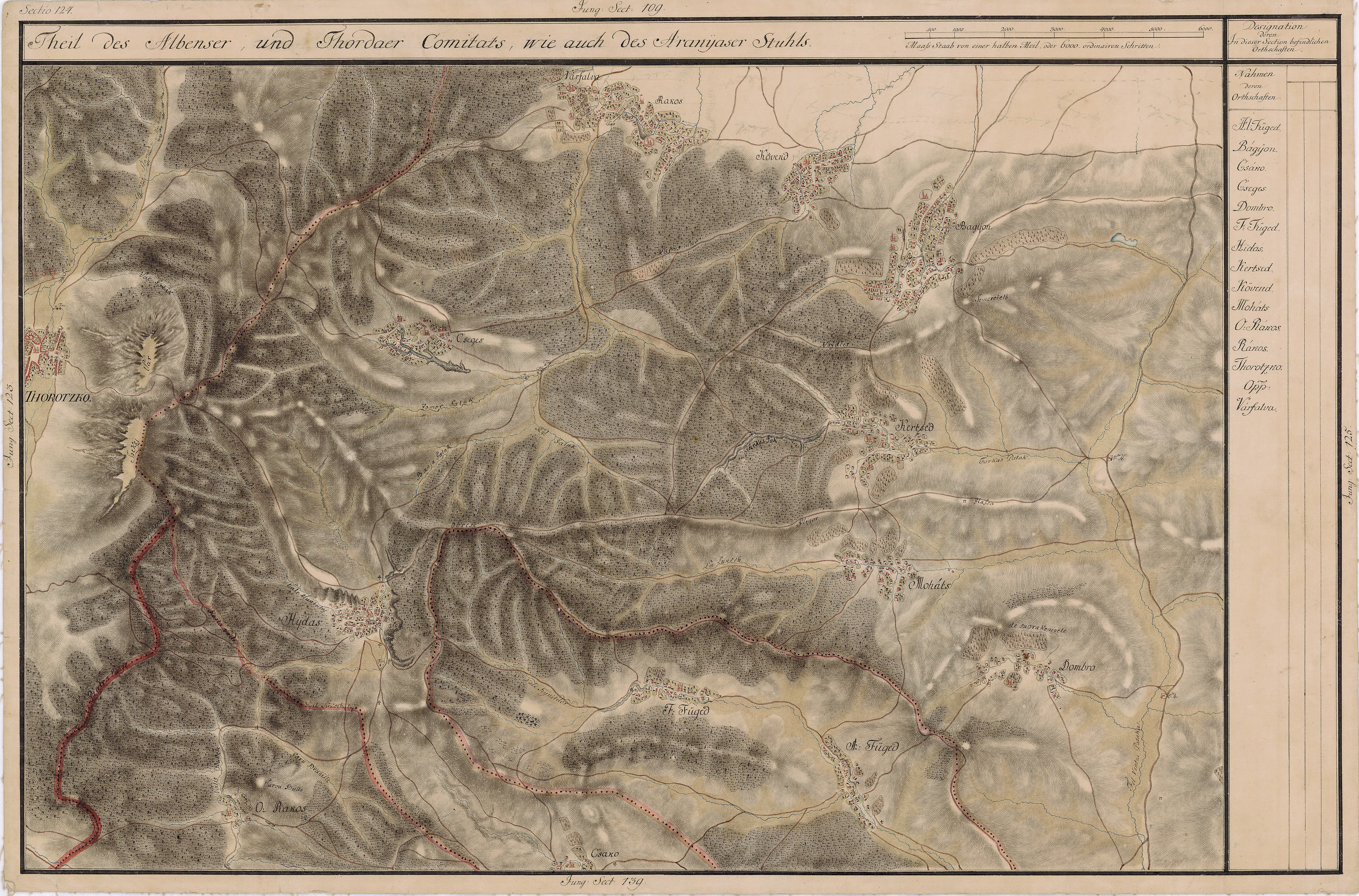
Rachiş (O. Rákos) pe Harta Iosefină a Transilvaniei,
1769-1773 (Sectio 124)

Rachiș (în maghiară Oláhrákos = Rachișul Românesc) este un sat în comuna Mirăslău din județul Alba, Transilvania, România.

## Date geografice
Altitudinea medie: 499 m.

## Istoric
Pe Harta Iosefină a Transilvaniei din 1769-1773 (Sectio 124), localitatea apare sub numele de „O. Rákos” (Oláh Rákos = Rachișul Românesc).